# Len Younce
Leonard Alonzo Younce (Dayton, Oregon, 1917. január 8. – Portland, Oregon, 2000. március 26.) amerikai amerikaifutball-játékos és -edző.

## Játékosként
A Roosevelt középiskolába járt, majd az Oregon State Beavers csapatában játszott. Az 1941-es NFL-draft nyolcadik körében a New York Giants kiválasztotta.

## Edzőként
1949 és 1954 között az Oregon State Beavers, majd a Saskatchewan Roughriders és az Edmonton Eskimos munkatársa volt. 1969-ben a Portland Loggers alkalmazta.

## Emlékezete
1992-ben Joseph város középiskolai edzője volt, de egészségügyi okok miatt lemondott.
1980-ban az Oregon Sports Hall of Fame, 1988-ban pedig az Oregoni Állami Egyetem dicsőségcsarnokának tagja lett. 86 évesen hunyt el Portlandben.

## Fordítás
- Ez a szócikk részben vagy egészben  a   Len Younce című angol Wikipédia-szócikk ezen változatának fordításán alapul.  Az eredeti cikk szerkesztőit annak laptörténete sorolja fel. Ez a jelzés csupán a megfogalmazás eredetét és a szerzői jogokat jelzi, nem szolgál a cikkben szereplő információk forrásmegjelöléseként.